# Francisco Guarner
Francisco Guarner Molins (Manuel, 11 de enero de 1892-Barcelona, 10 de agosto de 1978) fue un abogado, empresario y político español.

## Biografía
De profesión era abogado y director de un banco en Barcelona. Fue además secretario del Fútbol Club Barcelona, presidente de la Academia de la Juventud Católica y concejal del Ayuntamiento de Barcelona.
Militante carlista, fue secretario del Círculo Tradicionalista de Barcelona. Durante la dictadura de Primo de Rivera, después de que el pretendiente Don Jaime —quien inicialmente la había apoyado— se mostrara contrario al régimen y tras una maniobra que dejó a los Sindicatos Libres totalmente a las órdenes de Martínez Anido, Francisco Guarner conspiró contra el gobierno con otros jaimistas y formó parte del comité de un grupo de acción del semanario La Protesta junto con Pedro Roma, Juan Bautista Roca, Melchor Ferrer, Antonio Oliveras, Miguel Zapater y Domingo Farell.
Durante la Segunda República  fue miembro de Acción Ciudadana y del Somatén. Tras el estallido de la guerra civil en 1936, fue apresado por los republicanos. Después de la victoria franquista, se integró en el partido único del régimen y como antiguo carlista solicitó la medalla de la Vieja Guardia en 1942. Fue diputado provincial de Barcelona entre 1943 y 1946 y durante los años de la posguerra perteneció a la facción carloctavista del carlismo.
Estuvo casado con Asunción Vila Redondo, con quien tuvo tres hijos llamados Abelardo, Francisco y Asunción.